# Beaujeu-i Anna
Valois Anna vagy Anne de Beaujeu (Genappe, Vallon-Brabant, 1461. április 3. – Chantelle, 1522. november 14.) francia királyi hercegnő, házassága révén Bourbon hercegnéje.

## Élete
Édesapja XI. Lajos francia király, édesanyja Savoyai Sarolta. Bár szüleinek sok gyermekük született, csak Anna és két testvére, Johanna és a későbbi király, Károly maradt életben.
1473. november 8-án a hercegnő Péter Beaujeu ura (Sire de Beaujeu) felesége lett.
1483-ban az apja  végrendelet szerint a hercegnő a férjével együtt Franciaország régense lett. A házaspár folytatta XI. Lajos politikáját abban a tekintetben, hogy arra törekedtek, hogy minél kevesebb önálló főnemesi tartomány létezhessen Franciaország területén. 
A legsúlyosabb veszéllyel, Burgundiával még XI. Lajos leszámolt, de több lezáratlan ügy maradt utódaira. A szigorú felügyeletet gyakorló XI. Lajos halálakor a szorításból szabaduló főnemesség ellenállása a szintén Valois-házi, régensségre pályázó II. Lajos orléans-i herceg, a későbbi XII. Lajos vezetésével bontakozott ki. A feszültségeket 1484-ben országos rendi gyűlésen próbálták orvosolni Tours városában, de nem jártak sikerrel.
1488-ban Péter örökölte a Bourbon hercegséget a bátyjától. 1503-ban meghalt és Anne a hercegség régensnője lett.

## Utódai
- Károly (1476–1498), Clermont hercege
- Suzanne de Bourbon-Beaujeu (1491–1521), ⚭ 1505 III. Charles de Bourbon-Montpensier

## Fordítás
- Ez a szócikk részben vagy egészben  az   Anne de Beaujeu című német Wikipédia-szócikk fordításán alapul.  Az eredeti cikk szerkesztőit annak laptörténete sorolja fel. Ez a jelzés csupán a megfogalmazás eredetét és a szerzői jogokat jelzi, nem szolgál a cikkben szereplő információk forrásmegjelöléseként.
- Ez a szócikk részben vagy egészben  az   Anne de France című francia Wikipédia-szócikk fordításán alapul.  Az eredeti cikk szerkesztőit annak laptörténete sorolja fel. Ez a jelzés csupán a megfogalmazás eredetét és a szerzői jogokat jelzi, nem szolgál a cikkben szereplő információk forrásmegjelöléseként.